# Alfred Janniot
Alfred Auguste Janniot né le 13 juin 1889 à Paris et mort le 15 juillet 1969 à Neuilly-sur-Seine est un sculpteur français.
Il est un des chefs de file de l'esthétique Art déco.

## Biographie
Alfred Janniot naît le 13 juin 1889 dans le 9e arrondissement de Paris, du mariage d'Auguste Janniot, coiffeur, et de Maria Antonia Grilli.
Élève de l'École des beaux-arts de Paris, Alfred Janniot fait partie de la génération des « artistes du feu », en rapport avec la Grande Guerre. Revenu de la Première Guerre mondiale, il obtient en 1919 le premier prix de Rome de sculpture qu'il partage avec le sculpteur Raymond Delamarre. Il devient professeur à l'École des beaux-arts de Paris.
Janniot est l'auteur d'un œuvre monumental important. Ami de Jacques-Émile Ruhlmann et du peintre Louis Bouquet, il participe à l'Exposition des arts décoratifs de 1925, réalise le grand bas-relief de pierre sur la façade du musée des Colonies, construit à  l'occasion de l'Exposition coloniale de 1931, et décore de deux grands bas-reliefs la façade arrière du palais de Tokyo construit en 1937, près de la fontaine. Son œuvre est également présent à New York et à Nice, où il réalise avec l'architecte Roger Séassal le grand monument aux morts de style Art déco sur la Corniche, ainsi que la fontaine du soleil de la place Masséna. Il sculpte également les bas-reliefs ornant les frontons de l'hôtel de ville et du bureau de poste principal de Puteaux en 1934, la fresque de l'escalier d'honneur étant confiée à Louis Bouquet. À Bordeaux, il réalise en 1937 des reliefs sur la façade de la bourse du travail. Il est également l'auteur de la statue qui se trouve sur le palier du département des estampes et de la photographie de la Bibliothèque nationale de France.
Il apparaît dans le film Nos tailleurs d'images, de René Lucot.
Il meurt le 15 juillet 1969 à Neuilly-sur-Seine.

## Œuvres dans les collections publiques
France
- Alençon, lycée Marcel Mézen : La Science et l'Esprit, 1967-1968.
- Barentin, mairie.
- Bordeaux :
  - bourse du travail : Allégorie de la Ville de Bordeaux avec la Paix et les Muses, 1936.
  - centre municipal d'athlétisme : Athlète, 1939, destiné au stade municipal Chaban-Delmas.
  - Musée d'Aquitaine : buste d'Adrien Marquet, marbre vers 1936.
- Boulogne-Billancourt, musée des Années Trente :
  - Éros, 1922, pierre, envoi de Rome ;
  - Diane, 1940, marbre.
- Cachan, École nationale supérieure.
- Chambéry : cinq bas-reliefs sur un immeuble de la reconstruction (bloc B), 1950.
- Châteauroux, chambre de commerce et d'industrie de l'Indre : bas-relief, 1934.
- Maubeuge, mairie : Figure féminine, vers 1930, pierre.
- Menton, mairie :
  - Février, 1958, pierre ;
  - Figure féminine, 1958, pierre.
- Montchamp, mairie : L'Arrondissement de Vire aux patriotes victimes des nazis, 1952, pierre.
- Mont-de-Marsan, musée Despiau-Wlérick :
  - Buste de femme ou Les Lettres, 1934, plâtre ;
  - Buste de Madame Janniot, 1938, bronze ;
  - Moisson ou L'Été, 1960, plâtre.
- Nice :
  - Monument aux morts de Nice, 1924.
  - place Masséna : Fontaine du Soleil, 1956.
- Nogent-sur-Seine, lycée Louis Armand : Vulcain, 1964.
- Orsay, université Paris-Sud, parc de la faculté des sciences : La Terre ou Terra Mater, 1963.
- Paris :
  - Bibliothèque nationale de France, palier du département des estampes et de la photographie : Baigneuse, 1941.
  - cimetière de Passy : Tombeau de Jacques-Émile Ruhlmann, 1934.
  - École nationale supérieure des beaux-arts : La Gloire ramène le héros au foyer familial, 1919, plâtre, prix de Rome de sculpture.
  - lycée Claude-Monet : Baigneuse à la draperie, 1950.
  - musée d'Art moderne de Paris : Tête de nymphe, 1927, plâtre.
  - musée national d'Art moderne : Taureau, 1937, bronze.
  - palais du Luxembourg : L'Été, 1950, pierre.
  - palais de la Porte Dorée : Les Richesses des colonies, 1931, Paris, bas-relief pour le musée des colonies de l'Exposition coloniale de 1931.
  - palais de Tokyo, grand-degré du parvis :
    - La Légende de la Terre, 1937, bas-relief ;
    - La Légende de la Mer, 1937, bas-relief.
- Puteaux :
  - hôtel des Postes : bas-relief du fronton, 1934.
  - hôtel de ville : bas-relief, 1934.
- Saint-Louis, lycée Jean-Mermoz : Le Père Rhin, 1955.
- Saint-Quentin, lycée Condorcet : Prométhée, 1963.
- Strasbourg, Institut national des sciences appliquées : Arts, Beauté, Sciences, 1961.
- Suresnes, mont Valérien : L'Action, 1959, élément du Mémorial de la France combattante, œuvre collective.

Portugal Lisbonne, musée Calouste Gulbenkian : Hommage à Jean Goujon, 1925, marbre, destiné au jardin de l'hôtel du Collectionneur à l'Exposition des Arts décoratifs de 1925.
États-Unis, New-York, Rockefeller Center : Poésie, Beauté et Elégance, 1934, bas-relief de l'entrée de la Maison de la France.

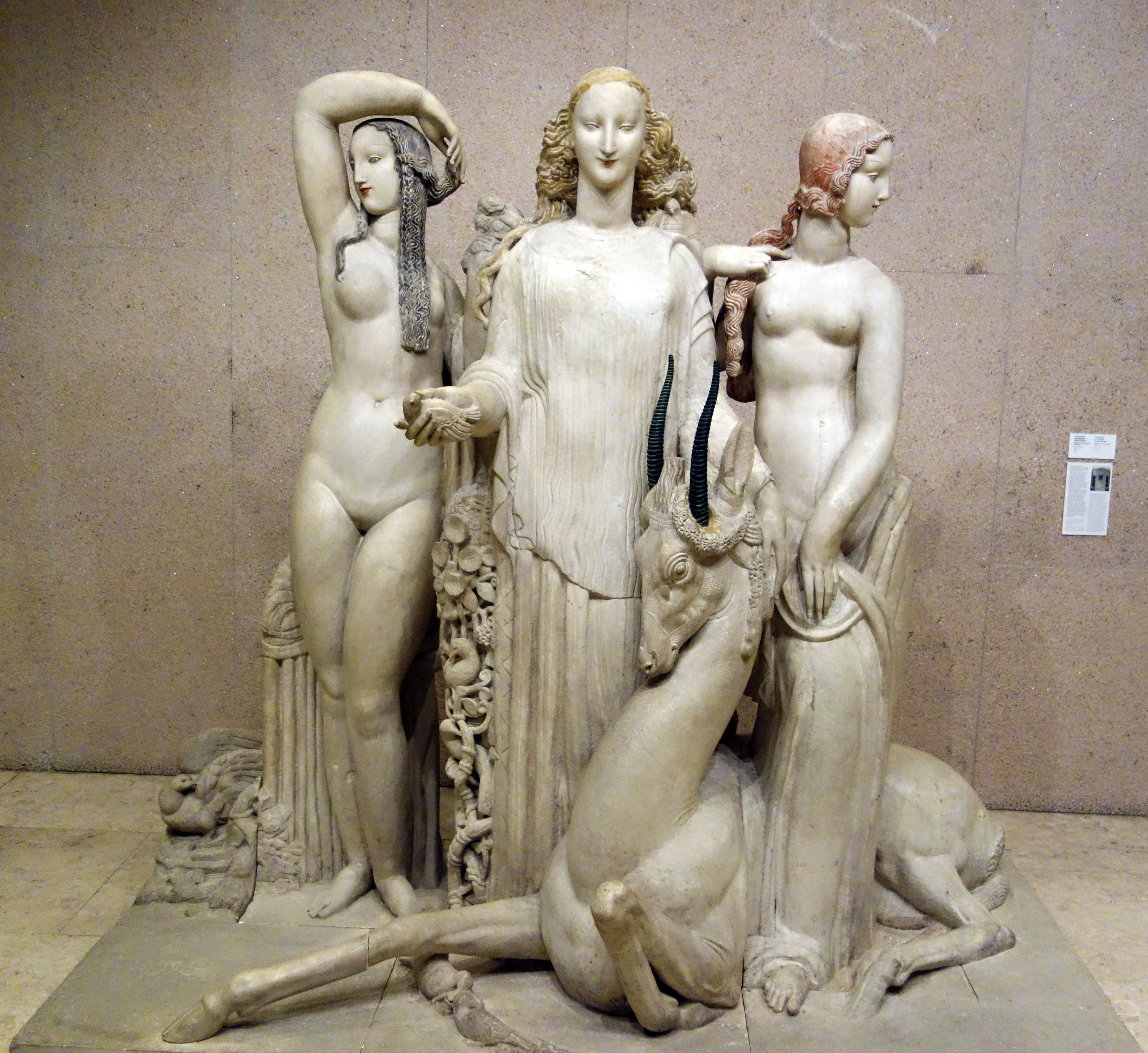
Hommage à Jean Gougeon 1925ca - Lisbonne Gulbenkian Muséum
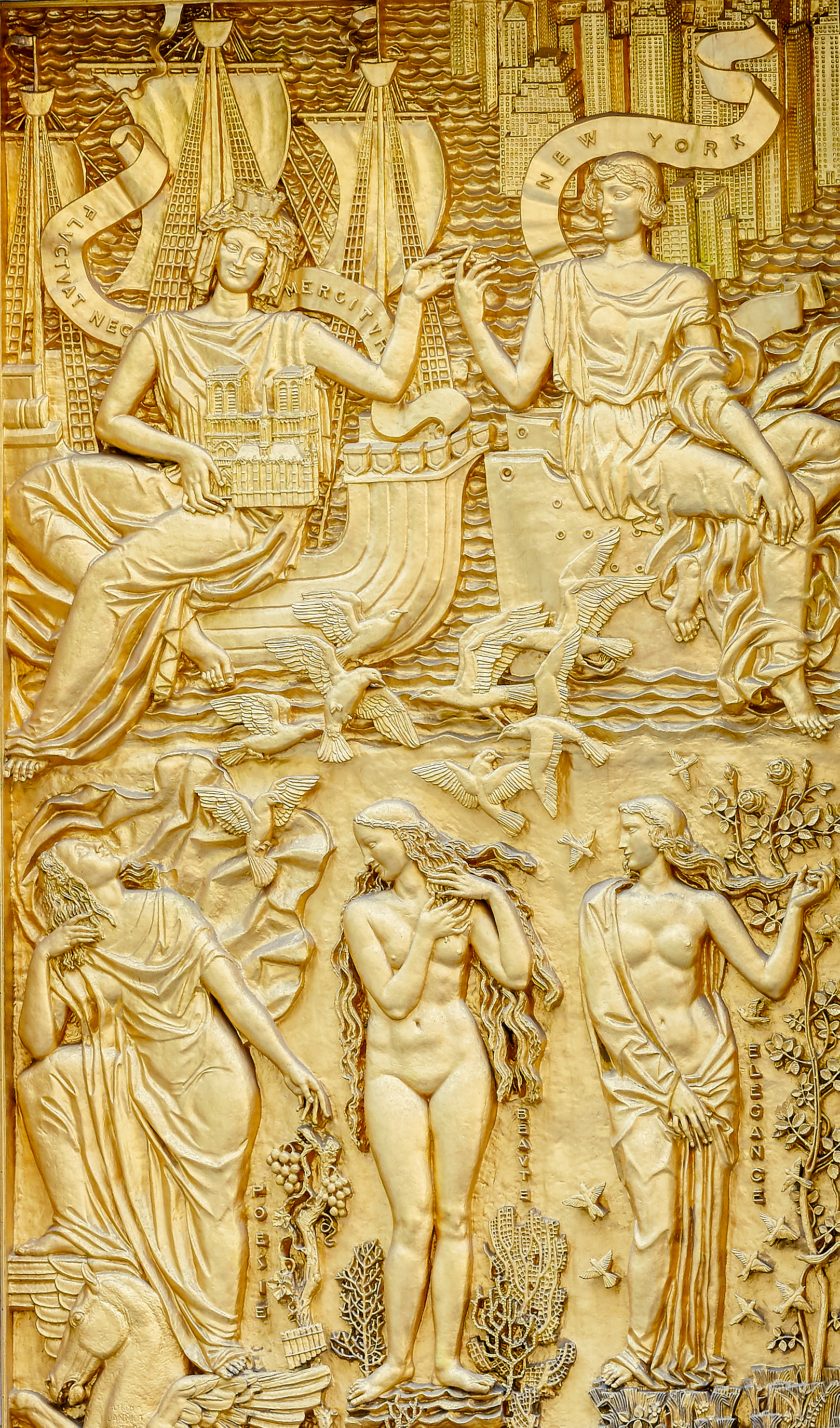
Poésie, Beauté et Elégance, bas relief, 1925 - New-York 5ème Avenue, Rockefeller Center, au dessus de la porte d'entrée à la Maison Française.

Localisation inconnue
- La Nymphe de Fontainebleau, 1927, groupe en bois doré pour le paquebot Île-de-France.
- La Normandie, 1935, bas-relief ornant la niche du fond de la salle à manger des banquets du paquebot Normandie.

## Expositions
- Exposition des arts décoratifs de 1925 : Léda et le Cygne ; La Vigne (pour la tour de Bordeaux).

## Récompenses
- Prix de Rome en sculpture de 1919[6].

## Distinctions
- Chevalier de la Légion d'honneur par décret du 6 mars 1930.
- Officier de la Légion d'honneur par décret du 31 octobre 1938[1].

## Élèves
- Georges Delahaie (1933-2014), sculpteur.
- Olivier Pettit (1918-1979), de 1945 à 1952, premier second prix de Rome en sculpture en 1952.